# Канадська хокейна ліга
Кана́дська хоке́йна лі́га (англ. Canadian Hockey League) — спортивна організація, до складу якої входять три головні молодіжні хокейні ліги Канади: Хокейна ліга Онтаріо (OHL), Головна юніорська хокейна ліга Квебеку (QMJHL), Західна хокейна ліга (WHL). В них налічується 60 команд, які представляють 9 провінцій Канади та 4 штати США. В цих лігах мають право виступати гравці віком від 15 до 21 року.

## Меморіальний кубок
Канадська хокейна ліга опікується проведенням Меморіального кубку, щорічного турніру, в якому визначається чемпіон країни серед молодіжних команд. В змаганні, яке проводиться у другій половині травня, беруть участь переможці трьох ліг, що входять до складу КХЛ, та господарі змагань (за три сезони право проведення турніру почергово отримують представники кожної з трьох ліг КХЛ).

## Суперсерія Канада-Росія
Починаючи з 2003 року канадська хокейна ліга є організатором серії поєдинків між молодіжними (до 20 років) збірними Канади та Росії. Зазвичай ці матчі проводяться у листопаді, незадовго до початку чемпіонату світу серед молоді, що є хорошою нагодою перевірити свої сили перед важливим турніром для обох сторін. Всього серія складається з 6 зустрічей: молодіжна збірна команда Росії почергово проводить по два матчі зі збірними ГЮХЛК, ОХЛ та ЗХЛ.

## Матч найперспективніших гравців КХЛ
Щороку ліга проводить матч серед своїх найбільш талановитих гравців (CHL Top Prospects Game). Гра проводиться лише між 17-18-річними хокеїстами, котрі по закінченню сезону отримують можливість бути обраними на драфті новачків НХЛ. До поєдинку залучаються 40 найкращих виконавців з ліг, що входять в структуру Канадської хокейної ліги. Для гравців такий матч є чудовою нагодою справити враження на присутніх на грі скаутів та менеджерів команд НХЛ і, як наслідок, поліпшити свої шанси бути обраними якомога раніше на майбутньому драфті.

## Драфт іноземців КХЛ
В командах КХЛ дозволено включати в заявку на сезон двох гравців не з Північної Америки. Тому щороку наприкінці червня-початку липня проводиться драфт іноземців КХЛ, в якому беруть участь усі 60 клубів ліги. Процедура драфту являє собою закріплення за однією з команд прав на спортивну діяльність хокеїста в рамках даної ліги. Порядок обрання гравців визначається згідно з місцями, котрі команди посіли в останньому сезоні (першими обирають найслабші клуби, останніми — найсильніші). Драфт налічує лише два раунди.